# Oscar Wisting

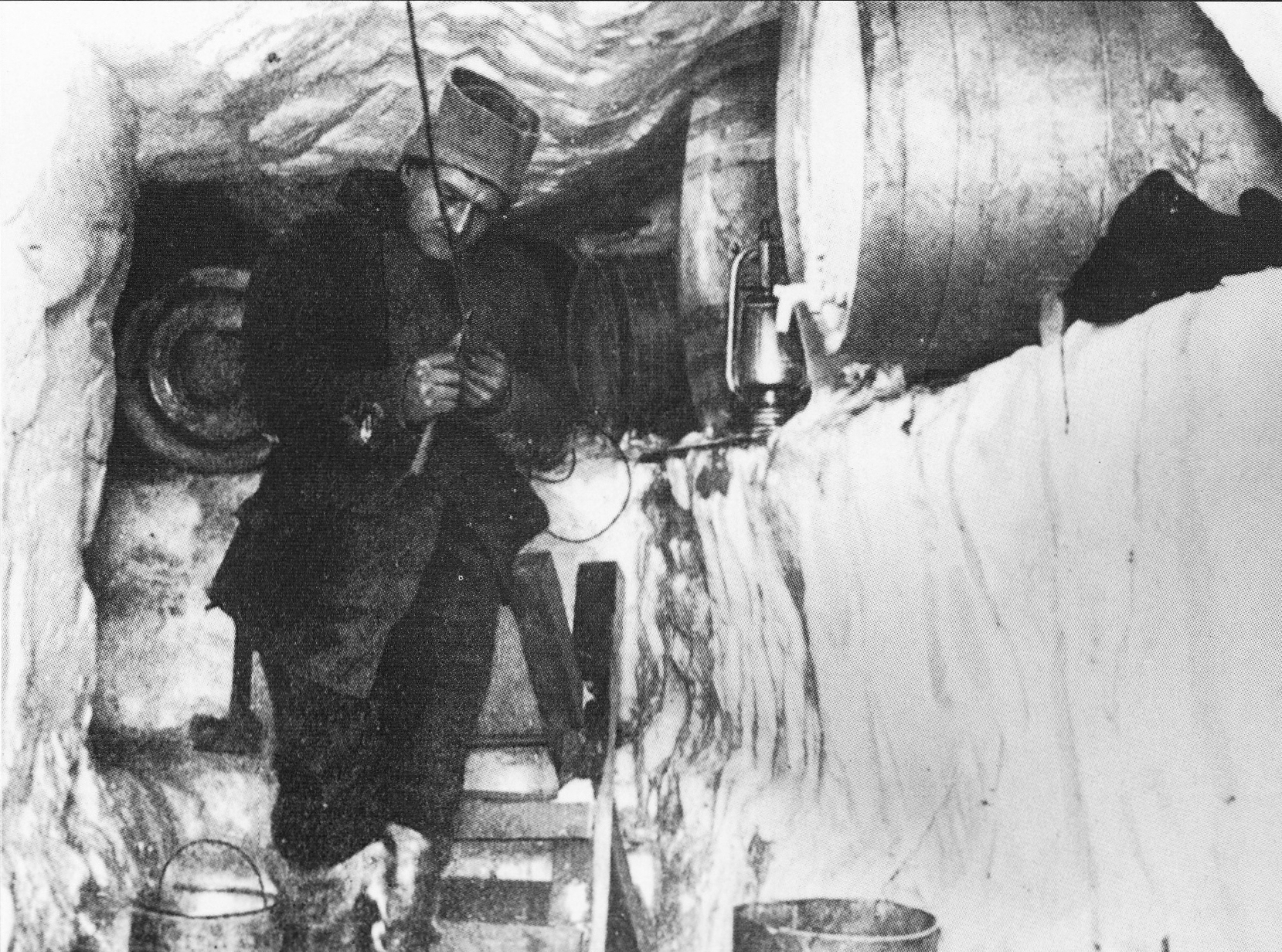
Oscar Wisting i bränsledepån, Framheim, Antarktis.

Oscar Adolf Wisting, född 6 juni 1871 i Larvik, död 4 december 1936 på Fram på Bygdøy, var en norsk polarfarare och sjöofficer. Han deltog i Tredje Fram-expeditionen 1910–1912 och var med på slädfärden til Sydpolen som han nådde 14 december 1911 tillsammans med Roald Amundsen, Olav Bjaaland, Helmer Hanssen och Sverre Hassel. Han var förste styrman på Maud på Nordpolsexpeditionen 1918–1925 och den som i praktiken ledde färden 1922–1925 efter att Amundsen hade lämnat expeditionen. Wisting deltog också i luftskeppet Norges överflygning över Nordpolen 1926. Han och Amundsen blev därmed de två första människorna som både varit vid Nordpolen och Sydpolen.
Wisting skrev bland annat boken 16 år med Roald Amundsen (1930).